# Grondwaterstroming
Grondwaterstroming is de verplaatsing van water door een bodem.
Grond in de vorm van afzettingen zoals grind, zand, klei of leem bevatten in meer of mindere mate holle ruimten. Indien deze materialen zich onder het grondwaterpeil bevinden dan zijn deze holle ruimten gevuld met vrij water. Door grondwaterhoogteverschillen of drukverschillen ontstaat er in principe een verplaatsing van dit vrije water. Dit kan horizontaal of verticaal zijn. Bij een horzontale verplaatsing spreekt men over een grondwaterstroming. 
Het drukhoogteverschil kan ontstaan door hoogteverschillen in het terrein, rivieren, neerslag, infitratie of een onttrekking door bijvoorbeeld oppompen.
De verplaatsingssnelheid of stroomsnelheid is afhankelijk van de weerstand die de bodem biedt. 
Dit kan proefondervindelijk vastgesteld en heet wel de k-waarde of doorlatendheidscoëfficiënt.  
Enkele k-waarden in meter per etmaal:
- fijn grind              1000 - 100
- fijn zand                 10 - 1
- sterk leemhoudend zand   0,1 - 0,001

Zand en grind geven een goede doorlatendheid, klei en leem zijn vrijwel waterdicht.
De grondwaterstroming kan berekend worden door de formule van Darcy:
Hoeveelheid stromend water = k-waarde x verhang x doorsnede  oftewel Q=K x i x F.  verhang (i) = hoogteverschil / afstand 
Over het algemeen zijn stroomsnelheden relatief laag en maximaal enkele decimeters per etmaal, onder natuurlijke omstandigheden vaak veel lager.